# Thamnotettix rubropunctatus
Thamnotettix rubropunctatus är en insektsart som beskrevs av Haupt 1924. Thamnotettix rubropunctatus ingår i släktet Thamnotettix och familjen dvärgstritar. Inga underarter finns listade i Catalogue of Life.